# Machinarium
Machinarium là một trò chơi phiêu lưu point-and-click được phát triển bởi Amanita Design. Nó được phát hành vào ngày 16 tháng 10 năm 2009 cho Microsoft Windows, OS X, Linux, vào ngày 8 tháng 9 năm 2011 cho iPad 2 trên App Store, vào ngày 21 tháng 11 năm 2011 cho BlackBerry PlayBook, vào ngày 10 tháng 5 năm 2012 cho Android, vào ngày 6 tháng 9 năm 2012 trên PlayStation Network của PlayStation 3 ở Châu Âu, [3] vào ngày 9 tháng 10 năm 2012 tại Bắc Mỹ và vào ngày 18 tháng 10 năm 2012 tại Châu Á, và cũng phát hành cho PlayStation Vita vào ngày 26 tháng 3 năm 2013 tại Bắc Mỹ, vào ngày 1 tháng 5 năm 2013 tại Châu Âu và vào ngày 7 tháng 5 năm 2013 tại Châu Á. Các bản demo cho Windows, Mac và Linux đã được cung cấp vào ngày 30 tháng 9 năm 2009. Một bản phát hành trong tương lai cho dịch vụ Wii's WiiWare đã bị hủy kể từ tháng 11 năm 2011 do giới hạn 40 MB của WiiWare.
Các phiên bản Microsoft Windows, OS X, Linux và Android của trò chơi này đã được phát hành cùng với Humble Indie Bundle cho Android 4 vào ngày 8 tháng 11 năm 2012, cho những khách hàng đã thanh toán với mức giá trên trung bình. Phiên bản Windows Phone được phát hành vào ngày 22 tháng 3 năm 2014. Vào năm 2017, nhà phát triển đã phát hành phiên bản rõ ràng của trò chơi dựa trên công cụ DirectX thay vì Adobe Flash và có thể được chơi ở chế độ toàn màn hình.

## Trò chơi
Mục tiêu của Machinarium là giải một loạt câu đố rắc rối. Các câu đố được liên kết với nhau bởi một câu chuyện phiêu lưu "point-and-click". Điều căn bản của trò chơi là chỉ những vật thể trong tầm với của nhân vật mới có thể được nhấp vào.
Machinarium đáng chú ý ở chỗ nó không chứa đoạn hội thoại, nói hoặc viết và ngoài một vài lời nhắc hướng dẫn trên màn hình đầu tiên, hoàn toàn không có ngôn ngữ dễ hiểu. Thay vào đó, trò chơi sử dụng một hệ thống bong bóng suy nghĩ bằng hình ảnh.
Trò chơi sử dụng một hệ thống gợi ý hai lớp. Một lần mỗi cấp độ, người chơi có thể nhận được một gợi ý, điều này ngày càng trở nên mơ hồ khi trò chơi tiến triển. Machinarium cũng đi kèm với một hướng dẫn, có thể được truy cập bất cứ lúc nào bằng cách chơi một minigame. Như với cuộc đối thoại, hướng dẫn không phải ở dạng viết hoặc nói, mà thay vào đó là một loạt các bản phác thảo mô tả câu đố và lời giải của nó. Tuy nhiên, hướng dẫn chỉ tiết lộ những gì thực hiện được trong khu vực đó, và không phải câu đố đó liên quan đến phần chơi của trò chơi như thế nào.

## Cốt truyện
Machinarium mở đầu với một cái nhìn tổng quan về thành phố cùng tên khi một phi công bay từ đỉnh cao nhất của tòa tháp cao nhất thành phố. Nhân vật người chơi, một robot tên là Josef (được đặt theo tên của Josef Čapek, người tạo ra từ "robot" và anh trai Karel Čapek) bị bỏ rơi trên một bản tin điện tử, nơi anh ta tự lắp ráp lại và lên đường đến thành phố. Bước vào thành phố, anh phát hiện ra một âm mưu của Black Cap Brotherhood, ba nhân vật phản diện tội phạm của anh, để làm nổ tung tòa tháp của thành phố. Thật không may, anh ta được phát hiện và bị nhốt. Sau khi ra khỏi nhà tù, Josef giúp đỡ các công dân của thành phố, khi anh phát hiện ra sự nghịch ngợm mà Brotherhood đang làm việc. Không lâu sau khi tràn vào phòng của Brotherhood (khiến họ bất lực), Josef tìm bạn gái của mình là Berta, [18], người đã bị nhốt và buộc phải nấu ăn. Không thể giải thoát cô, anh đi lên đỉnh tháp. Sau khi anh ta thực hiện âm mưu của Black Cap Brotherhood bằng cách giải giáp quả bom được dán vào tháp, Josef đến căn phòng cao nhất, trong đó câu chuyện bắt đầu. Một con robot đầu to, "đầu" của thành phố, ngồi giữa phòng, mất năng lực và nói lắp bắp. Josef nhớ lại cách ba người họ sống hạnh phúc cho đến khi Black Cap Brotherhood hạ gục người bạn này, khiến anh ta bị tàn tật và bắt cóc Berta. Khi một kẻ hút rác đến để xử lý tên côn đồ Black Cap, nó đã bắt giữ Josef. Sau tiết lộ này, Josef khôi phục lại người bạn của mình để tỉnh táo, bỏ Brotherhood xuống một cống, và giải thoát cho Berta. Hai người họ leo trở lại tòa tháp, vẫy tay tạm biệt người bạn và bay vào hoàng hôn. Trong cảnh đóng cửa cuối cùng, chiếc xe của họ bị va chạm và té ngã, và họ được nhìn thấy đang bị hai chiếc phi cơ mang đi riêng.